# Steve Backer
Steve Backer (* 3. Juni 1937 in Brooklyn, New York; † 10. April 2014 in Englewood, New Jersey) war ein US-amerikanischer A&R-Manager und Musikproduzent im Bereich des Jazz.

## Leben und Wirken
Backer arbeitete als Jugendlicher in einem Nachtclub auf Long Island und begann seine Karriere in der Musikindustrie Ende der 1960er-Jahre bei der Radiowerbung für MGM Records/Verve Records und Elektra Records, wo er die Butterfield Blues Band betreute. Ab 1972 arbeitete er für ABC/Impulse als Promotion Director und anschließend als General Manager. In dieser Zeit war er mit Produktionen u. a. von Dewey Redman (Eye of Behearer), Keith Jarrett, Gato Barbieri (Chapter One: Latin America 1973), John Klemmer und Pharoah Sanders entscheidend an der Wiederbelebung des Impulse-Labels beteiligt. Um 1975 wechselte er zu Arista, wo er für die Produktionen u. a. von Paul Bley, Stanley Cowell, Hampton Hawes, Julius Hemphill, Charles Bobo Shaw und Archie Shepp sowie für Wiederveröffentlichungen des Savoy-Katalogs und das von ihm gegründete Sublabel Novus verantwortlich war. Bei Novus betreute er Produktionen von Jazz-Avantgardisten wie Muhal Richard Abrams, Anthony Braxton, Steve Lacy, Cecil Taylor und der Formation Air. Nach seinem Abschied von Arista 1980 arbeitete Backer 1981–86 für Windham Hill Records, dessen Sublabel Magenta er begründete. Auf dem kurzlebigen Label erschienen 1985/86 Produktionen von Anthony Braxton (Seven Standards 1985), Mitchel Forman und Ben Sidran.
1986 wechselte Backer zum Major-Label RCA Records, das Novus übernommen hatte. Bei RCA produzierte er Aufnahmen von Night Ark, Mulgrew Miller, John Pizzarelli, Danilo Pérez, Marcus Roberts, Roy Hargrove und Steve Coleman. Ende der 1990er-Jahre arbeitete er sowohl in der Reissue-Produktion (wie Tijuana Moods von Charles Mingus, The Jazz Workshop (George Russell) oder … And His Mother Called Him Bill von Duke Ellington) als auch in der Betreuung der Produktionen jüngerer Musiker wie Jason Lindner, Omer Avital und Greg Tardy. Außerdem wirkte er bei der Wiederveröffentlichung von Aufnahmen von Alice Coltrane, Sam Rivers und Marion Brown mit. Backer starb im April 2014 an den Folgen einer Lungenentzündung.